# Morgan Shepherd
Clay Morgan Shepherd, född den 12 oktober 1941 i Conover, North Carolina, USA, är en amerikansk före detta racerförare.

## Racingkarriär
Shepherd tävlade i lokala serier i North Carolina när han var i trettioårsåldern, och var så framgångsrik att hans tre starter i 1970 års säsong av Nascar Grand National Series 1977 följdes ytterligare starter i serien, sju år efter sin debut. Shepherd körde sin första hela säsong som fyrtioåring 1981 i en Pontiac sponsrad av Performance Connection och med Cliff Stewart som stallchef. Han vann redan under sin första säsong på Martinsville, samt tog pole i sin första tävling med stallet, på Richmond. Hans andra delseger kom 1986 på Atlanta. Shepherds bästa säsong i karriären kom 1990, då han för Bud Moore Engineering slutade på en meriterande femteplats i Winston Cup. Han blev en specialist på Atlanta, med ytterligare en seger på banan under 1990, samt sin karriärs sista seger 1993. Han blev sjua i sluttabellen den säsongen, vilket han följde upp med en sjätteplats säsongen 1994. Den religiöse Shepherd blev därefter mest noterad för att han ibland körde med reklam för Jesus Kristus på bilen, och när hans resultat försämrades tog han under 2000-talet hjälp av kristna investerare för att kunna komma till start i tävlingar. Han tävlar fortfarande 2016 i Nascar Xfinity Series som 74-åring, vilket gör honom till en av de äldsta racerförarna i Nascar:s historia.